# 1971年イタリアグランプリ
1971年イタリアグランプリ (1971 Italian Grand Prix) は、1971年のF1世界選手権第9戦として、1971年9月5日にモンツァ・サーキットで開催された。
優勝したピーター・ゲシンと2位のロニー・ピーターソンとの差はわずか0.01秒で、F1史上最も僅差でフィニッシュしたレースである。上位5台の差もわずか0.61秒で、フランソワ・セベールが3位、マイク・ヘイルウッドが4位、ハウデン・ガンレイが5位となった。

## 背景
コンストラクターズランキング首位のティレルは2位のフェラーリに19点差を付けているが、フェラーリに乗るいずれかのドライバーが5位以内に入賞できなければ、ティレルが初のコンストラクターズチャンピオンを獲得する。

## レース前
前戦オーストリアGPの翌週8月22日にオウルトン・パークで行われた非選手権レースのインターナショナル・ゴールドカップは、サーティースのオーナー兼ドライバーであるジョン・サーティースが優勝した。

## エントリー
フェラーリはこの年、312B2とファイアストンタイヤの相性の悪さに起因するタイヤの振動を抑えられず、シーズン中盤以降ティレルはおろか、マーチやBRMにも遅れを取るようになった。前戦オーストリアGPで惨敗を喫した後、エンツォ・フェラーリはこのまま著しい進歩が望めないなら、モンツァはあえて出場を見合わせるようにと技術スタッフに指示し始めたほどであった。開発責任者のマウロ・フォルギエリはシリンダーヘッドを若干改良し、最高出力を落とさずに効率よくトルクを引き出そうとした。主催者も何とかフェラーリを出場させようとエンツォを説得した。エースのジャッキー・イクスは旧型312Bで出場したいという意思を貫き、312Bを走らせることになった。さらに、エンツォ個人の要請によってライバルのグッドイヤータイヤを試験的に装着したことで、ファイアストンの怒りを買った。チームメイトのクレイ・レガツォーニは従来どおり312B2を走らせる。
チーム・ロータスとイタリア当局の間には、前年のイタリアGPで事故死したヨッヘン・リントの件についていくつかの法的な問題が残されていたため「チーム・ロータス」としては本レースを欠場し、コーリン・チャップマンもモンツァには来なかった。代わってロータスのスポーツディレクターを務めるピーター・ウォーが所有する「ワールドワイド・レーシング」によって参加することになった。マシンは四輪駆動でかつプラット・アンド・ホイットニーのガスタービンエンジンを搭載した56Bで、カラーリングも本来使用する「ゴールドリーフ」の赤・白・金ではなく金と黒に塗られ、エマーソン・フィッティパルディのみ参加した。なお、フィッティパルディにとってフォード・コスワース・DFVエンジンを搭載しないマシンで走った生涯唯一のF1世界選手権レースとなった。
マクラーレンはエースのデニス・ハルムがUSACチャンピオンシップの出場を優先したため欠場し、ジャッキー・オリバーのみ参加する。前戦オーストリアGPを欠場したマトラは吸気ダクトと潤滑システムを改良した新たなエンジンを投入して戻ってきた。ただし、ジャン＝ピエール・ベルトワーズは1月に行われたブエノスアイレス1000kmレースの事故の責任をCSIに問われて出場停止中だったため、クリス・エイモンのみ参加する。サーティースはロードレース世界選手権の元チャンピオンであるマイク・ヘイルウッドを3台目のドライバーに起用した。ヘイルウッドは1965年モナコGP以来6年ぶりのF1復帰となる。新人ジャン＝ピエール・ジャリエはシェルの支援を受け、古いマーチ・701で参加する。シルビオ・モーザーは前年走らせたベラシを1年ぶりに参加させる。この他、ヘルベルト・ミューラーがロータス・72、カルロス・パーチェがウィリアムズからマーチ・701、フランソワ・マゼがジョー・シフェールのチームからマーチ・701でそれぞれエントリーされていたが、参加には至らなかった。

### エントリーリスト
| チーム                                                     | No. | ドライバー                     | コンストラクター | シャシー | エンジン                         | タイヤ |
| ---------------------------------------------------------- | --- | ------------------------------ | ---------------- | -------- | -------------------------------- | ------ |
| エルフ・チーム・ティレル                                   | 2   | フランソワ・セベール           | ティレル         | 002      | フォード・コスワース DFV 3.0L V8 | G      |
| エルフ・チーム・ティレル                                   | 30  | ジャッキー・スチュワート       | ティレル         | 003      | フォード・コスワース DFV 3.0L V8 | G      |
| スクーデリア・フェラーリ SpA SEFAC                         | 3   | ジャッキー・イクス             | フェラーリ       | 312B     | フェラーリ 001 3.0L F12          | F      |
| スクーデリア・フェラーリ SpA SEFAC                         | 4   | クレイ・レガツォーニ           | フェラーリ       | 312B2    | フェラーリ 001/1 3.0L F12        | F      |
| ワールドワイド・レーシング                                 | 5   | エマーソン・フィッティパルディ | ロータス         | 56B      | プラット&ホイットニー STN76 tbn  | F      |
| ビリガー・シガー・チーム・ヘルベルト・ミューラー           | 6   | ヘルベルト・ミューラー 1       | ロータス         | 72       | フォード・コスワース DFV 3.0L V8 | F      |
| ブルックボンド・オクソ・チーム・サーティース               | 7   | ジョン・サーティース           | サーティース     | TS9      | フォード・コスワース DFV 3.0L V8 | F      |
| アウト・モトール・ウント・シュポルト・チーム・サーティース | 8   | ロルフ・シュトメレン           | サーティース     | TS9      | フォード・コスワース DFV 3.0L V8 | F      |
| チーム・サーティース                                       | 9   | マイク・ヘイルウッド           | サーティース     | TS9      | フォード・コスワース DFV 3.0L V8 | F      |
| モーターレーシング・ディベロップメンツ・リミテッド         | 10  | グラハム・ヒル                 | ブラバム         | BT34     | フォード・コスワース DFV 3.0L V8 | G      |
| モーターレーシング・ディベロップメンツ・リミテッド         | 11  | ティム・シェンケン             | ブラバム         | BT33     | フォード・コスワース DFV 3.0L V8 | G      |
| エキップ・マトラ・スポール                                 | 12  | クリス・エイモン               | マトラ           | MS120B   | マトラ MS71 3.0L V12             | G      |
| ブルース・マクラーレン・モーターレーシング                 | 14  | ジャッキー・オリバー           | マクラーレン     | M14A     | フォード・コスワース DFV 3.0L V8 | G      |
| フランク・ウィリアムズ・レーシングカーズ                   | 15  | カルロス・パーチェ 1           | マーチ           | 701      | フォード・コスワース DFV 3.0L V8 | F      |
| フランク・ウィリアムズ・レーシングカーズ                   | 16  | アンリ・ペスカロロ             | マーチ           | 711      | フォード・コスワース DFV 3.0L V8 | F      |
| ヤードレー・チーム・BRM                                    | 18  | ピーター・ゲシン               | BRM              | P160     | BRM P142 3.0L V12                | F      |
| ヤードレー・チーム・BRM                                    | 19  | ハウデン・ガンレイ             | BRM              | P160     | BRM P142 3.0L V12                | F      |
| ヤードレー・チーム・BRM                                    | 20  | ジョー・シフェール             | BRM              | P160     | BRM P142 3.0L V12                | F      |
| ヤードレー・チーム・BRM                                    | 21  | ヘルムート・マルコ             | BRM              | P153     | BRM P142 3.0L V12                | F      |
| STP・マーチ・レーシングチーム                              | 22  | ナンニ・ギャリ                 | マーチ           | 711      | フォード・コスワース DFV 3.0L V8 | F      |
| STP・マーチ・レーシングチーム                              | 25  | ロニー・ピーターソン           | マーチ           | 711      | フォード・コスワース DFV 3.0L V8 | F      |
| STP・マーチ・レーシングチーム                              | 23  | アンドレア・デ・アダミッチ     | マーチ           | 711      | アルファロメオ T33 3.0L V8       | F      |
| クラーク＝モーダウント＝ガスリー・レーシング               | 24  | マイク・ボイトラー             | マーチ           | 711      | フォード・コスワース DFV 3.0L V8 | F      |
| シェル・アーノルド・チーム                                 | 26  | ジャン＝ピエール・ジャリエ     | マーチ           | 701      | フォード・コスワース DFV 3.0L V8 | F      |
| ジョリークラブ・スウィツァランド                           | 27  | シルビオ・モーザー             | ベラシ           | F1 70    | フォード・コスワース DFV 3.0L V8 | G      |
| エキュリー・ボニエ                                         | 28  | ヨアキム・ボニエ               | マクラーレン     | M7C      | フォード・コスワース DFV 3.0L V8 | G      |
| ジョー・シフェール・オートモビルズ                         | 29  | フランソワ・マゼ 2             | マーチ           | 701      | フォード・コスワース DFV 3.0L V8 | F      |
| ソース:                                                    |     |                                |                  |          |                                  |        |

追記
- ^1 - マシンが準備できず欠場[12]
- ^2 - マゼはエントリーのみ[12]

## 予選
高速サーキットのモンツァは12気筒エンジンに分があり、マトラのクリス・エイモンがポールポジションを獲得し、フェラーリのジャッキー・イクスが2番手でフロントロー、BRMのジョー・シフェールとハウデン・ガンレイが2列目に並んだ。V8エンジン勢のトップはフランソワ・セベール（ティレル）の5番手で、以下、ロニー・ピーターソン（マーチ）、ジャッキー・スチュワート（ティレル）、クレイ・レガツォーニ（フェラーリ）、ティム・シェンケン（ブラバム）、アンリ・ペスカロロ（ウィリアムズ/マーチ）がトップ10に入った。23番手のロルフ・シュトメレンはクラッシュでマシンが大きく損傷し、決勝までに修復するのは不可能だったため、決勝に出走しなかった。

### 予選結果
| 順位    | No. | ドライバー                     | コンストラクター               | タイム  | 差    | グリッド |
| ------- | --- | ------------------------------ | ------------------------------ | ------- | ----- | -------- |
| 1       | 12  | クリス・エイモン               | マトラ                         | 1:22.40 | -     | 1        |
| 2       | 3   | ジャッキー・イクス             | フェラーリ                     | 1:22.82 | +0.42 | 2        |
| 3       | 20  | ジョー・シフェール             | BRM                            | 1:23.03 | +0.63 | 3        |
| 4       | 19  | ハウデン・ガンレイ             | BRM                            | 1:23.15 | +0.75 | 4        |
| 5       | 2   | フランソワ・セベール           | ティレル-フォード              | 1:23.41 | +1.01 | 5        |
| 6       | 25  | ロニー・ピーターソン           | マーチ-フォード                | 1:23.46 | +1.06 | 6        |
| 7       | 30  | ジャッキー・スチュワート       | ティレル-フォード              | 1:23.49 | +1.09 | 7        |
| 8       | 4   | クレイ・レガツォーニ           | フェラーリ                     | 1:23.69 | +1.29 | 8        |
| 9       | 11  | ティム・シェンケン             | ブラバム-フォード              | 1:23.73 | +1.33 | 9        |
| 10      | 16  | アンリ・ペスカロロ             | マーチ-フォード                | 1:23.77 | +1.37 | 10       |
| 11      | 18  | ピーター・ゲシン               | BRM                            | 1:23.88 | +1.48 | 11       |
| 12      | 21  | ヘルムート・マルコ             | BRM                            | 1:23.96 | +1.56 | 12       |
| 13      | 14  | ジャッキー・オリバー           | マクラーレン-フォード          | 1:24.09 | +1.69 | 13       |
| 14      | 10  | グラハム・ヒル                 | ブラバム-フォード              | 1:24.27 | +1.87 | 14       |
| 15      | 7   | ジョン・サーティース           | サーティース-フォード          | 1:24.45 | +2.05 | 15       |
| 16      | 24  | マイク・ボイトラー             | マーチ-フォード                | 1:25.01 | +2.61 | 16       |
| 17      | 9   | マイク・ヘイルウッド           | サーティース-フォード          | 1:25.17 | +2.77 | 17       |
| 18      | 5   | エマーソン・フィッティパルディ | ロータス-プラット&ホイットニー | 1:25.18 | +2.78 | 18       |
| 19      | 22  | ナンニ・ギャリ                 | マーチ-フォード                | 1:25.19 | +2.79 | 19       |
| 20      | 23  | アンドレア・デ・アダミッチ     | マーチ-アルファロメオ          | 1:25.78 | +3.38 | 20       |
| 21      | 28  | ヨアキム・ボニエ               | マクラーレン-フォード          | 1:26.14 | +3.74 | 21       |
| 22      | 27  | シルビオ・モーザー             | ベラシ-フォード                | 1:26.54 | +4.14 | 22       |
| 23      | 8   | ロルフ・シュトメレン           | サーティース-フォード          | 1:27.92 | +5.52 | 23       |
| 24      | 26  | ジャン＝ピエール・ジャリエ     | マーチ-フォード                | 1:28.19 | +5.79 | 24       |
| ソース: |     |                                |                                |         |       |          |

## 決勝
レースは夏の太陽と暑さの下で行われた。

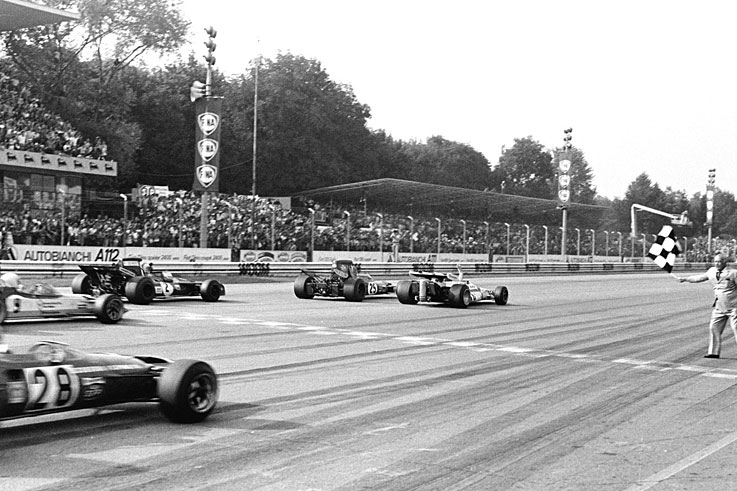
5人のドライバーが1秒以内にフィニッシュラインを超え、チェッカーフラッグを受けた。

全車がスターティンググリッドに停止していなかったが、スターターによりスタートフラッグが振られた。クレイ・レガツォーニが4列目から抜け出して首位に躍り出るが、序盤からレガツォーニ、ロニー・ピーターソン、ジャッキー・スチュワート、フランソワ・セベール、ジョー・シフェール、ジャッキー・イクス、ハウデン・ガンレイ、ピーター・ゲシンによるスリップストリーム合戦が始まり、目まぐるしく順位が入れ替わる。16周目にスチュワートとイクスがエンジントラブルでリタイアし、2周後にはレガツォーニもエンジントラブルでリタイアする。彼らに代わってマイク・ヘイルウッドとクリス・エイモンが先頭集団に加わった。シフェールはオーバーヒートに苦しむ中で首位に立ったが、ギアボックスの異常により先頭集団から脱落し、エイモンもバイザーを失い、オーバーヒートに悩まされて脱落した。先頭集団に残った5台によるスリップストリーム合戦は最後まで繰り広げられ、首位が25回も入れ替わる大混戦を制したのは、最後の最後で首位に立ったゲシンだった。ゲシンと2位ピーターソンの差は0.01秒というF1史上最も僅差で初勝利を挙げ、ゲシンと0.09秒差の3位セベール、同じく0.18秒差の4位ヘイルウッド、同じく0.61秒差の5位ガンレイまで一塊となってチェッカーフラッグを受けた。ゲシンにとってこれがF1世界選手権における唯一の優勝であり、イングランド出身のドライバーが優勝するのは1975年オランダGPのジェームス・ハントまで4年間なかった。
優勝したゲシンの平均速度は242.616 km/h (150.755 mph)でF1史上最速記録を更新し、2003年イタリアGPで優勝したミハエル・シューマッハが247.585 km/h (153.842 mph)を記録するまで32年間破られなかった。なお、翌1972年からシケインが2ヶ所に設けられたため、シケインがないモンツァで行われた最後のF1世界選手権レースとなった。
セベールが3位に入賞したことにより、ティレルはF1フル参戦初年度にして初のコンストラクターズチャンピオンを決めた。

### レース結果
| 順位    | No. | ドライバー                     | コンストラクター               | 周回数 | タイム/リタイア原因 | グリッド | ポイント |
| ------- | --- | ------------------------------ | ------------------------------ | ------ | ------------------- | -------- | -------- |
| 1       | 18  | ピーター・ゲシン               | BRM                            | 55     | 1:18:12.60          | 11       | 9        |
| 2       | 25  | ロニー・ピーターソン           | マーチ-フォード                | 55     | +0.01               | 6        | 6        |
| 3       | 2   | フランソワ・セベール           | ティレル-フォード              | 55     | +0.09               | 5        | 4        |
| 4       | 9   | マイク・ヘイルウッド           | サーティース-フォード          | 55     | +0.18               | 17       | 3        |
| 5       | 19  | ハウデン・ガンレイ             | BRM                            | 55     | +0.61               | 4        | 2        |
| 6       | 12  | クリス・エイモン               | マトラ                         | 55     | +32.36              | 1        | 1        |
| 7       | 14  | ジャッキー・オリバー           | マクラーレン-フォード          | 55     | +1:24.83            | 13       |          |
| 8       | 5   | エマーソン・フィッティパルディ | ロータス-プラット&ホイットニー | 54     | +1 Lap              | 18       |          |
| 9       | 20  | ジョー・シフェール             | BRM                            | 53     | +2 Laps             | 3        |          |
| 10      | 28  | ヨアキム・ボニエ               | マクラーレン-フォード          | 51     | +4 Laps             | 21       |          |
| Ret     | 10  | グラハム・ヒル                 | ブラバム-フォード              | 47     | ギアボックス        | 14       |          |
| NC      | 26  | ジャン＝ピエール・ジャリエ     | マーチ-フォード                | 47     | 規定周回数不足      | 24       |          |
| Ret     | 24  | マイク・ボイトラー             | マーチ-フォード                | 41     | エンジン            | 16       |          |
| Ret     | 16  | アンリ・ペスカロロ             | マーチ-フォード                | 40     | サスペンション      | 10       |          |
| Ret     | 23  | アンドレア・デ・アダミッチ     | マーチ-アルファロメオ          | 33     | エンジン            | 20       |          |
| Ret     | 4   | クレイ・レガツォーニ           | フェラーリ                     | 17     | エンジン            | 8        |          |
| Ret     | 3   | ジャッキー・イクス             | フェラーリ                     | 15     | エンジン            | 2        |          |
| Ret     | 30  | ジャッキー・スチュワート       | ティレル-フォード              | 15     | エンジン            | 7        |          |
| Ret     | 22  | ナンニ・ギャリ                 | マーチ-フォード                | 11     | 電気系統            | 19       |          |
| Ret     | 11  | ティム・シェンケン             | ブラバム-フォード              | 5      | サスペンション      | 9        |          |
| Ret     | 27  | シルビオ・モーザー             | ベラシ-フォード                | 5      | サスペンション      | 22       |          |
| Ret     | 21  | ヘルムート・マルコ             | BRM                            | 3      | エンジン            | 12       |          |
| Ret     | 7   | ジョン・サーティース           | サーティース-フォード          | 3      | エンジン            | 15       |          |
| DNS     | 8   | ロルフ・シュトメレン           | サーティース-フォード          | 0      | 予選でアクシデント  | 23       |          |
| ソース: |     |                                |                                |        |                     |          |          |

優勝者ピーター・ゲシンの平均速度
242.616 km/h (150.755 mph)
ファステストラップ
- アンリ・ペスカロロ - 1:23.8 (9周目)

ラップリーダー
太字は最多ラップリーダー
- クレイ・レガツォーニ - 4周 (1-3, 9)
- ロニー・ピーターソン - 23周 (4-7, 10-14, 17-22, 24, 26, 33, 47-50, 54)
- ジャッキー・スチュワート - 1周 (8)
- フランソワ・セベール - 7周 (15-16, 23, 31-32, 34, 36)
- マイク・ヘイルウッド - 5周 (25, 27, 35, 42, 51)
- ジョー・シフェール - 3周 (28-30)
- クリス・エイモン - 9周 (37-41, 43-46)
- ピーター・ゲシン - 3周 (52-53, 55)

達成された主な記録
- ドライバー
  - 初優勝/初表彰台: ピーター・ゲシン - いずれも唯一の記録。
  - 初ファステストラップ: アンリ・ペスカロロ - 唯一の記録。
  - 初出走: ジャン＝ピエール・ジャリエ[25]
  - 最終出走: シルビオ・モーザー[26]
- コンストラクター
  - 初チャンピオン: ティレル - 唯一の記録。
  - 最終出走: ベラシ（英語版）[27]
- エンジン
  - 初ポールポジション: マトラ
  - 初完走/最終出走: プラット・アンド・ホイットニー[28]

## 第9戦終了時点のランキング
|         | 順位 | ドライバー                     | ポイント |
| ------- | ---- | ------------------------------ | -------- |
|         | 1    | ジャッキー・スチュワート       | 51       |
| 1       | 2    | ロニー・ピーターソン           | 23       |
| 1       | 3    | ジャッキー・イクス             | 19       |
| 4       | 4    | フランソワ・セベール           | 16       |
| 1       | 5    | エマーソン・フィッティパルディ | 16       |
| ソース: |      |                                |          |

|         | 順位 | コンストラクター  | ポイント |
| ------- | ---- | ----------------- | -------- |
|         | 1    | ティレル-フォード | 55       |
|         | 2    | フェラーリ        | 32       |
|         | 3    | BRM               | 30       |
| 1       | 4    | マーチ-フォード   | 24       |
| 1       | 5    | ロータス-フォード | 19       |
| ソース: |      |                   |          |

- 注:  トップ5のみ表示。前半6戦のうちベスト5戦及び後半5戦のうちベスト4戦がカウントされる。